# 울티마에스페란사현
울티마에스페란사현(스페인어: Provincia de Última Esperanza)은 칠레 마가야네스 이 안타르티카칠레나 주를 구성하는 4개의 현 가운데 하나로 현도는 푸에르토나탈레스이며 면적은 55,443.9km2, 인구는 18,685명(2012년 기준), 인구 밀도는 0.34명/km2이다.